# (34953) 1008 T-2
1008 T-2 (asteroide 34953) é um asteroide da cintura principal. Possui uma excentricidade de 0.12632720 e uma inclinação de 11.22299º.
Este asteroide foi descoberto no dia 29 de setembro de 1973 por Cornelis Johannes van Houten e Ingrid van Houten-Groeneveld e Tom Gehrels em Palomar.